# Ain’t Your Mama
Ain’t Your Mama – singel amerykańskiej piosenkarki Jennifer Lopez, wydany w 2016 roku.
W Polsce nagranie uzyskało status diamentowej płyty.

## Lista utworów
- Digital download (8 kwietnia 2016)[3]

1. „Ain’t Your Mama” – 3:38

- Singel CD (12 sierpnia 2016)[3]

1. „Ain’t Your Mama” – 3:38
2. „Ain’t Your Mama” (Instrumental Version) – 3:32

## Teledysk
Teledysk do utworu został opublikowany 6 maja 2016 roku.

## Pozycje na listach
| Państwo           | Lista (2016–2017)           | Najwyższa pozycja |
| ----------------- | --------------------------- | ----------------- |
| Niemcy            | Top 100 Singles             | 5                 |
| Węgry             | Single (track) Top 40 lista | 6                 |
| Austria           | Singles Top 75              | 11                |
| Francja           | Top 200 Singles             | 11                |
| Szwajcaria        | Singles Top 100             | 16                |
| Belgia (Walonia)  | Ultratop 50 Singles         | 27                |
| Portugalia        | Top 100 Singles             | 29                |
| Włochy            | Top 100 Singles             | 32                |
| Kanada            | Billboard Canadian Hot 100  | 34                |
| Dania             | Track Top-40                | 36                |
| Holandia          | Single Top 100              | 63                |
| Stany Zjednoczone | Hot 100                     | 76                |
| Australia         | Top 50 Singles              | 85                |